# Осиновське
Оси́новське (рос. Осиновское) — село у складі Каргапольського району Курганської області, Росія. Адміністративний центр Осиновської сільської ради.
Населення — 473 особи (2010, 539 у 2002).
Національний склад населення станом на 2002 рік: росіяни — 96 %.